# 阴和俊
阴和俊（1963年1月14日—），男，汉族，山西古交人，中华人民共和国政治人物。中共第十九届中央候补委员、第二十届中央委员。现任中华人民共和国科学技术部党组书记、部长。

## 生平
1983年6月加入中国共产党。1983年7月，毕业于太原工学院物理师资班。1983年9月参加工作，留校任教。1989年，获西安电子科技大学无线电物理专业硕士。1989年3月到1992年9月，任教于太原工业大学。1995年，获中国科学院电子学研究所电磁场与微波技术专业工学博士学位后留所历任副研究员、研究员、所长助理。1999年8月，任电子学研究所常务副所长。2001年8月，任电子学研究所所长。2006年8月，任中国科学院高技术研究与发展局局长。2008年1月，任中国科学院副院长。
2015年12月，任中华人民共和国科学技术部副部长。
2017年3月，任中共北京市委常委，4月任北京市人民政府副市长。2017年10月，中国共产党第十九次全国代表大会上当选中国共产党第十九届中央委员会候补委员。2018年10月，任中共天津市委副书记。
2020年11月，任中国科学院党组副书记、副院长，明确为正部长级。
2023年10月，接替年满65岁的王志刚，担任科学技术部党组书记、部长。